# Bankrabló csajok
A Bankrabló csajok (eredeti címe: Sugar & Spice) 2001-es amerikai bűnügyi vígjáték, amelyet Francine McDougall rendezett. A forgatókönyvet Mandy Nelson készítette. A produkció főszerepében Marley Shelton, Marla Sokoloff és Mena Suvari. 2001. január 24-én mutatták be az Egyesült Államokban. Magyarországon a televízióban volt látható 2008. április 2-án.

## Cselekmény
Diane, Kansas, Hannah, Lucy és Cleo pompomlányok egy középiskolában. Az A csapathoz tartoznak, amelyet Diane vezet. A lányok örökösen összetűzésbe kerülnek a B csapattal, amelynek Lisa a csapatkapitánya. Diane teherbe esik barátjától, Jack Bartlettől, szüleik pedig kitagadják őket. Jack és Diane egy kis lakásba költöznek, és munkát kényszerülnek vállalni. A keresetből azonban nem futja a lakbérre, és a pompomlányok segíteni akarnak pénzt keríteni. A lányok elhatározzák, hogy kirabolnak egy bankot a városukban, és tervet kovácsolnak.
A lányok pompommutatvánnyal eljutnak a térfigyelő kamerához, és működésképtelenné teszik azt. Lisa véletlenül szemtanúja az akciónak, és észrevesz egy hibát a mutatványban. A hiba a letartóztatásukba kerül, és kizárják az A csapatot a szurkolólányok szövetségéből. A lányok kiutat keresnek, és felkínálják Lisának az A csapat kapitányi posztját. Lisa így visszavonja a vallomását, és a lányokat szabadon engedik.

## Szereplők
| Szerep                     | Színész          | Magyar hangja |
| -------------------------- | ---------------- | ------------- |
| Lisa Janusch               | Marla Sokoloff   | Madarász Éva  |
| Diane Weston, az Agytröszt | Marley Shelton   | Csondor Kata  |
| Cleo Miller, a Settenkedő  | Melissa George   | Mánya Zsófia  |
| Kansas Hill, a Lázadó      | Mena Suvari      | Mahó Andrea   |
| Hannah Wald, a Szűz        | Rachel Blanchard | Árkosi Kati   |
| Fern Rogers, a Terminátor  | Alexandra Holden | Csuja Fanni   |
| Lucy Whitman, az Ész       | Sara Marsh       | Csuha Borbála |
| Jack Bartlett              | James Marsden    | n.a           |
| Mrs Hill                   | Sean Young       | n.a           |
| Hank Rogers                | W. Earl Brown    | n.a           |
| Smith igazgató             | Wiley Harker     | Szokolay Ottó |

## Fogadtatás

### Kritikai visszhang
A filmet vegyesen fogadták a filmkritikusok. A Rotten Tomatoes 28%-os minősítést ért el 75 értékelés alapján, az összefoglaló szerint: „Bár ennek a pompomlányos vígjátéknak van egy érdekes alapfeltevése, túl üresfejű és túl sok béna poénnal terhelt ahhoz, hogy megélje azt. Egyes kritikusok szerint a film felelőtlenül ábrázolja a tiniket és a fegyvereket.” Peter Travers a Rolling Stone-tól azt írta: „Nem olyan ügyes, mint a Hajrá, csajok!.” David Hunter a Hollywood Reportertől azt írta: „Sok a történetmesélésben a kibúvó és a tátongó cselekménylyuk, amelyek miatt a Bankrabló csajok alig nézhető.” A. O. Scott a New York Timestól azt írta: „Az embernek az az érzése, hogy szándékosan rossz, ami - tekintve a nem szándékosan szörnyű tinifilmek számát - nem teszi olyan rosszá.”
A MetaCritic 48 pontot kapott a 100-ból 17 vélemény alapján. Kevin Thomas a Los Angeles Timestól azt írta: „Mulatságos felfordulás köszönhetően Mandy Nelson és Francine McDougall éles írói és rendezői munkájának.” Jonathan Foreman a New York Posttól azt írta: „A maga aranyos, igénytelen módján tökéletesen szórakoztató (és jól kivitelezett).” Lisa Alspector a Chicagor Readertől azt írta: „Ez a kétértelmű vígjáték - a szexi humor ötlete egy szurkolótáncosnő fingásával - nem tőrödik kellően a szatírával.”

### Bevétel adatai
A Box Office Mojo szerint a film nyereséges volt. A 11 millió dolláros költségvetésre 16 millió dolláros bevétel keletkezett.